# Pycnosorus globosus
Pycnosorus globosus là một loài thực vật có hoa trong họ Cúc. Loài này được F.L.Bauer ex Benth. miêu tả khoa học đầu tiên năm 1837.